# Новобудова
Новобудо́ва — село в Україні, у Глобинській міській громаді Кременчуцького району Полтавської області. Населення села на 1 січня 2010 року становить – 60 осіб. День села 6 жовтня.

## Географія
Село розташоване за 37 км від райцентру Кременчук, за 2,5 км від лівого берега річки Сухий Кагамлик, між селами Устимівка і Шепелівка (2 км).
Площа населеного пункту — 36,7 га.

## Історія
Село існувало вже в кінці XVIII століття.
17 вересня 2008 року колишнє селище отримало статус села.
12 червня 2020 року, відповідно до розпорядження Кабінету Міністрів України № 721-р «Про визначення адміністративних центрів та затвердження територій територіальних громад Полтавської області», село увійшло до складу Глобинської міської громади.
19 липня 2020 року, в результаті адміністративно - територіальної реформи та ліквідації Глобинського району, село увійшло до складу новоутвореного Кременчуцького району.

## Населення
Населення села на 1 січня 2011 року становить 60 осіб у 35 дворах.
- 2001 — 64
- 2010 — 60

### Мова
Розподіл населення за рідною мовою за даними перепису 2001 року:
| Мова       | Кількість | Відсоток |
| ---------- | --------- | -------- |
| українська | 59        | 92.19%   |
| російська  | 5         | 7.81%    |
| Усього     | 64        | 100%     |

## Інфраструктура
Село газифіковане.